# 1099
Il 1099 (MXCIX in numeri romani) è un anno  dell'XI secolo.

## Eventi
- Inizia il pontificato di Papa Pasquale II
- Nasce a Genova, con la benedizione del vescovo Airaldo, la Compagna Communis. Fu questa l'organizzazione delle corporazioni (compagnie) mercantili che diede vita al comune di Genova, dal quale poi nacque la Repubblica.
- il 23 maggio viene fondato il Duomo di Modena.
- Iniziano i lavori di costruzione della Cattedrale di Trani.
- Prima crociata
  - 12 giugno -  I comandanti Crociati visitano il Monte degli Olivi, dove incontrano un eremita che li incita a portare l'assalto a Gerusalemme
  - 15 luglio - L'esercito crociato conquista Gerusalemme strappandola ai musulmani Fatimidi. Grazie ad una torre d'assedio ideata da Guglielmo Embriaco e costruita con le navi genovesi smontate e lì trasportate, Goffredo di Buglione entra fra i primissimi nella città santa. La conquista si risolve in tre giorni di saccheggi e di stragi così violente che alcune fonti, certamente esagerando, parlano di tanto sangue per le strade da lambire le ginocchia dei cavalli.

## Nati
- Guglielmo X di Aquitania, duca († 1137)
- Anselmo da Havelberg, arcivescovo cattolico tedesco († 1158)
- Ranulph de Gernon, militare inglese († 1153)
- Olav Magnusson di Norvegia, re († 1115)

## Morti
- 8 aprile - Walter di San Martino di Pontoise, abate e santo francese (n. 1030)
- 20 aprile - Pietro Bartolomeo, monaco cristiano e mistico francese
- 10 luglio - El Cid, condottiero e cavaliere medievale spagnolo
- 29 luglio - Papa Urbano II, papa, vescovo cattolico e cardinale francese
- 2 ottobre - Teodoro Gabras, generale bizantino
- 21 novembre - Ermanno III di Hochstaden, arcivescovo cattolico tedesco
- 3 dicembre - Osmundo di Salisbury, vescovo cattolico inglese
- Donald III di Scozia, re
- Guiberto I, vescovo italiano
- Gyula, nobile ungherese
- Gregorio Paparoni, cardinale e abate italiano
- Rhygyfarch, poeta, scrittore e vescovo cattolico inglese (n. 1057)

## Calendario
| Calendario 1099 | Calendario 1099 | Calendario 1099 | Calendario 1099 | Calendario 1099 | Calendario 1099 | Calendario 1099 | Calendario 1099 | Calendario 1099 | Calendario 1099 | Calendario 1099 | Calendario 1099 | Calendario 1099 | Calendario 1099 | Calendario 1099 | Calendario 1099 | Calendario 1099 | Calendario 1099 | Calendario 1099 | Calendario 1099 | Calendario 1099 | Calendario 1099 | Calendario 1099 | Calendario 1099 | Calendario 1099 | Calendario 1099 | Calendario 1099 | Calendario 1099 | Calendario 1099 | Calendario 1099 | Calendario 1099 | Calendario 1099 | Calendario 1099 |
| --------------- | --------------- | --------------- | --------------- | --------------- | --------------- | --------------- | --------------- | --------------- | --------------- | --------------- | --------------- | --------------- | --------------- | --------------- | --------------- | --------------- | --------------- | --------------- | --------------- | --------------- | --------------- | --------------- | --------------- | --------------- | --------------- | --------------- | --------------- | --------------- | --------------- | --------------- | --------------- | --------------- |
|                 | 1               | 2               | 3               | 4               | 5               | 6               | 7               | 8               | 9               | 10              | 11              | 12              | 13              | 14              | 15              | 16              | 17              | 18              | 19              | 20              | 21              | 22              | 23              | 24              | 25              | 26              | 27              | 28              | 29              | 30              | 31              |                 |
| Gennaio         | Sa              | Do              | Lu              | Ma              | Me              | Gi              | Ve              | Sa              | Do              | Lu              | Ma              | Me              | Gi              | Ve              | Sa              | Do              | Lu              | Ma              | Me              | Gi              | Ve              | Sa              | Do              | Lu              | Ma              | Me              | Gi              | Ve              | Sa              | Do              | Lu              |                 |
| Febbraio        | Ma              | Me              | Gi              | Ve              | Sa              | Do              | Lu              | Ma              | Me              | Gi              | Ve              | Sa              | Do              | Lu              | Ma              | Me              | Gi              | Ve              | Sa              | Do              | Lu              | Ma              | Me              | Gi              | Ve              | Sa              | Do              | Lu              |                 |                 |                 |                 |
| Marzo           | Ma              | Me              | Gi              | Ve              | Sa              | Do              | Lu              | Ma              | Me              | Gi              | Ve              | Sa              | Do              | Lu              | Ma              | Me              | Gi              | Ve              | Sa              | Do              | Lu              | Ma              | Me              | Gi              | Ve              | Sa              | Do              | Lu              | Ma              | Me              | Gi              |                 |
| Aprile          | Ve              | Sa              | Do              | Lu              | Ma              | Me              | Gi              | Ve              | Sa              | Do              | Lu              | Ma              | Me              | Gi              | Ve              | Sa              | Do              | Lu              | Ma              | Me              | Gi              | Ve              | Sa              | Do              | Lu              | Ma              | Me              | Gi              | Ve              | Sa              |                 |                 |
| Maggio          | Do              | Lu              | Ma              | Me              | Gi              | Ve              | Sa              | Do              | Lu              | Ma              | Me              | Gi              | Ve              | Sa              | Do              | Lu              | Ma              | Me              | Gi              | Ve              | Sa              | Do              | Lu              | Ma              | Me              | Gi              | Ve              | Sa              | Do              | Lu              | Ma              |                 |
| Giugno          | Me              | Gi              | Ve              | Sa              | Do              | Lu              | Ma              | Me              | Gi              | Ve              | Sa              | Do              | Lu              | Ma              | Me              | Gi              | Ve              | Sa              | Do              | Lu              | Ma              | Me              | Gi              | Ve              | Sa              | Do              | Lu              | Ma              | Me              | Gi              |                 |                 |
| Luglio          | Ve              | Sa              | Do              | Lu              | Ma              | Me              | Gi              | Ve              | Sa              | Do              | Lu              | Ma              | Me              | Gi              | Ve              | Sa              | Do              | Lu              | Ma              | Me              | Gi              | Ve              | Sa              | Do              | Lu              | Ma              | Me              | Gi              | Ve              | Sa              | Do              |                 |
| Agosto          | Lu              | Ma              | Me              | Gi              | Ve              | Sa              | Do              | Lu              | Ma              | Me              | Gi              | Ve              | Sa              | Do              | Lu              | Ma              | Me              | Gi              | Ve              | Sa              | Do              | Lu              | Ma              | Me              | Gi              | Ve              | Sa              | Do              | Lu              | Ma              | Me              |                 |
| Settembre       | Gi              | Ve              | Sa              | Do              | Lu              | Ma              | Me              | Gi              | Ve              | Sa              | Do              | Lu              | Ma              | Me              | Gi              | Ve              | Sa              | Do              | Lu              | Ma              | Me              | Gi              | Ve              | Sa              | Do              | Lu              | Ma              | Me              | Gi              | Ve              |                 |                 |
| Ottobre         | Sa              | Do              | Lu              | Ma              | Me              | Gi              | Ve              | Sa              | Do              | Lu              | Ma              | Me              | Gi              | Ve              | Sa              | Do              | Lu              | Ma              | Me              | Gi              | Ve              | Sa              | Do              | Lu              | Ma              | Me              | Gi              | Ve              | Sa              | Do              | Lu              |                 |
| Novembre        | Ma              | Me              | Gi              | Ve              | Sa              | Do              | Lu              | Ma              | Me              | Gi              | Ve              | Sa              | Do              | Lu              | Ma              | Me              | Gi              | Ve              | Sa              | Do              | Lu              | Ma              | Me              | Gi              | Ve              | Sa              | Do              | Lu              | Ma              | Me              |                 |                 |
| Dicembre        | Gi              | Ve              | Sa              | Do              | Lu              | Ma              | Me              | Gi              | Ve              | Sa              | Do              | Lu              | Ma              | Me              | Gi              | Ve              | Sa              | Do              | Lu              | Ma              | Me              | Gi              | Ve              | Sa              | Do              | Lu              | Ma              | Me              | Gi              | Ve              | Sa              |                 |